# 領航駅
領航駅（りょうこうえき）は台湾桃園市大園区にある桃園機場捷運（桃園捷運機場線）の駅。駅番号は(A17)である。普通車が停車する。悠遊卡・一卡通はじめ各種IC交通カード・電子マネーが利用可。

## 利用可能な鉄道路線
- 桃園捷運
  - ■機場線（桃園機場捷運）

## 駅構造
ホームは地上2階にある。島式ホーム2面4線の高架駅。ホームドア設置駅。出口は南側、領航北路四段に1つ設けられている。外側の線路は台北方で青埔機廠との入出庫線とも分岐している。

### 駅階層
| 地上 二階  |                                                              |                                                                    |
| 1番線      | ←■機場線 高鉄桃園站・環北方面（高鉄桃園站駅）（未使用）      |                                                                    |
| 島式ホーム |                                                              |                                                                    |
| 2番線      | ←■機場線 高鉄桃園站・環北方面（高鉄桃園駅）                  |                                                                    |
| 3番線      | →■機場線 桃園機場(T2・T1)・台北車站方面（横山駅）→           |                                                                    |
| 島式ホーム |                                                              |                                                                    |
| 4番線      | →■機場線 桃園機場(T1・T2)・台北車站方面（横山駅）→（未使用） |                                                                    |
| 地上 一階  | コンコース                                                   | 出入口、コンコース、自動券売機、自動改札機、エスカレーター、トイレ |

### 駅出口
出口1:領航北路四段、大園国際高中

## 利用状況
| 年   | 1日平均 | 1日平均 | 1日平均 |
| 年   | 乗車    | 出典    |         |
| ---- | ------- | ------- | ------- |
| 2017 | 494     | [ 2 ]   |         |
| 2018 | 630     | [ 2 ]   |         |

## 駅周辺
- 桃園捷運青埔機廠（中国語版）
- 桃園捷運公司社屋
- 五権国小（中国語版）
- 大園国際高中（中国語版）
- 桃園航空城公司

## バス
| 系統 | 事業者   | 区間                                   | 備考       |
| ---- | -------- | -------------------------------------- | ---------- |
| 206  | 桃園客運 | 桃園 - 高鐵桃園駅                      |            |
| 707  | 桃園客運 | 桃園 - 桃園国際棒球場                  |            |
| 707A | 桃園客運 | 桃園市政府 - 桃園国際棒球場            |            |
| L509 | 亞通客運 | 高鐵桃園站 - 航空城願景館 - 捷運領航駅 | 捷運領航線 |

## 歴史
- 2017年
  - 2月2日 - 桃園機場捷運（桃園捷運機場線）暫定開業（当駅での入出場は扱わない）[3]。
  - 2月16日 - 当駅での整理券方式による無料体験試乗を開始（日中8-16時のみで、利用者数も1日の上限がある）[3]。
  - 3月2日 - 正式開業（4月1日までの1ヶ月は半額）[3]。

## 隣の駅
桃園捷運
機場線（桃園機場捷運）
■直達車
通過
■普通車
横山駅 (A16) - 領航駅 (A17) - 高鉄桃園站駅 (A18)